# Perfect (1985)
Perfect is een Amerikaanse romantische dramafilm uit 1985 geregisseerd door James Bridges en gedistribueerd door Columbia Pictures. Het verhaal is geschreven door Aaron Latham en James Bridges en is gebaseerd op een aantal artikels dat in het tijdschrift Rolling Stone eind jaren 1970 verscheen.

## Verhaal
Adam Lawrence, verslaggever van het magazine Rolling Stone, wordt naar Los Angeles gestuurd om een artikel te schrijven over een zakenman die gearresteerd werd omwille van het verhandelen van drugs. Daar besluit hij ook te werken aan een ander artikel: vinden alleenstaanden de liefde in fitnesscentra? Daarom wordt hij lid van "The Sport Connection" waar voormalig zwemkampioene Jessie Wilson ook lid is. Zij weigert een interview uit vrees dat het een "sensatie-artikel" wordt. Beetje bij beetje ontstaat er een vonk tussen Adam en Jessie. Die relatie is voor Adam een moreel dilemma: zal hij als journalist nog objectief zijn?
Adam levert een naar eigen zeggen neutraal artikel in dat overeenkomt met de realiteit, maar dat artikel wordt herschreven en aangevuld met archiefmateriaal waardoor onder andere Jessie als "meest gebruikte voorwerp in de fitness" wordt omschreven. Daar Adam voor een andere opdracht in Marokko zit, kreeg hij geen inzage in de versie zoals deze verscheen. Adam tracht tevergeefs aan Jessie duidelijk te maken dat dit niet zijn ingeleverde artikel is.
Omwille van het artikel over de drugshandel wordt hij opgeroepen door de rechtbank als getuige. De rechter vraagt naar de tapes met daarop de interviews met de zakenman, maar Adam weigert die te overhandigen en doet daarop beroep van een wettekst in het Eerste amendement van de Grondwet van de Verenigde Staten. Daarop krijgt Adam een gevangenisstraf wegens "minachting van de rechtbank".
Jessie wijzigt haar mening en gelooft dat het artikel in Rolling Stone zo niet door Adam werd ingeleverd aan zijn redactie.

## Rolverdeling
| Acteur                | Personage              |
| --------------------- | ---------------------- |
| John Travolta         | Adam Lawrence          |
| Jamie Lee Curtis      | Jessie Wilson          |
| Jann Wenner           | Mark Roth              |
| Marilu Henner         | Sally Marcus           |
| Laraine Newman        | Linda Slater           |
| Stefan Gierasch       | Charlie                |
| Alma Beltran          |                        |
| Tom Schiller          | vriend van Carly Simon |
| Paul Kent             | Rechter                |
| Murphy Dunne          | Peckerman              |
| Kenneth Welsh         | Joe McKenzie           |
| Rosalind Ingledew     | Sterling               |
| Chelsea Field         | Randy                  |
| Paul Barresi          | gymnast                |
| Ronnie Claire Edwards | Melody Wilson          |
| Julie Fulton          | Marta Young            |
| Carly Simon           |                        |
| Lauren Hutton         |                        |

## Prijzen en Nominaties
| Prijs                        | Categorie                       | Ontvanger(s)               | Resultaat   |
| ---------------------------- | ------------------------------- | -------------------------- | ----------- |
| Golden Raspberry Awards 1985 | Slechtste acteur                | John Travolta              | Genomineerd |
| Golden Raspberry Awards 1985 | Slechtste actrice in een bijrol | Marilu Henner              | Genomineerd |
| Golden Raspberry Awards 1985 | Slechtste script                | Aaron Latham James Bridges | Genomineerd |
| Jupiter Award                | Best International Actress      | Jamie Lee Curtis           | Gewonnen    |